# John von Schwarz
John von Schwarz es un deportista estadounidense que compitió en vela en la clase Star. Ganó una medalla de plata en el Campeonato Mundial de Star de 2013.

## Palmarés internacional
| \| Campeonato Mundial \| Campeonato Mundial \| Campeonato Mundial \| Campeonato Mundial \| \| Año \| Lugar \| Medalla \| Clase \| \| ------------------ \| -------------------------- \| ------------------ \| ------------------ \| \| 2013 \| San Diego (Estados Unidos) \| Medalla de plata \| Star \| |                            |                  |       |
| Campeonato Mundial |                            |                  |       |
| Año | Lugar                      | Medalla          | Clase |
| 2013 | San Diego (Estados Unidos) | Medalla de plata | Star  |